# Tuinen van Ton ter Linden

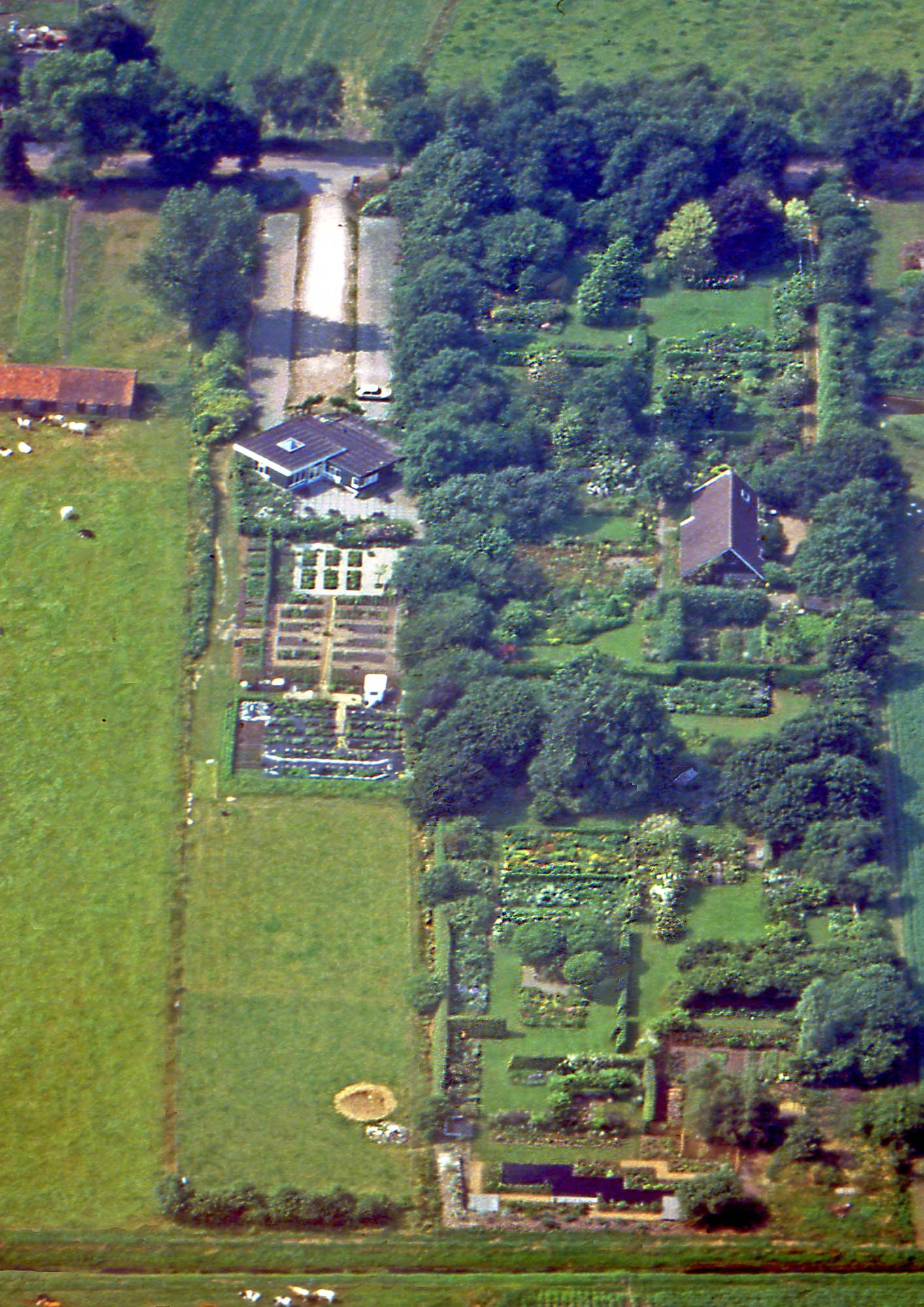
Overzicht-juli 1995. Zicht richting NW. Rechts de tuinen met een zicht op het dak van de woning. Links de kwekerij.

De Tuinen van Ton ter Linden, verwijst naar de oorspronkelijke tuin in Ruinen van schilder Ton ter Linden. In deze tuin voerde Ter Linden van 1971 tot 2000 zijn ideeën uit over tuinieren en omgaan met planten die hem tot een van de vier hoofdrolspelers van the Dutch Wave maakte. Vanaf ongeveer 1976 tot het eind was de tuin open voor publiek, in toptijd trok de tuin jaarlijks ca. 19.000 bezoekers. In 2000 stopte Ter Linden met zijn tuin in Ruinen en verhuisde naar Limburg.
Na zijn vertrek werden de tuinen nog een aantal jaren voortgezet onder de naam 'Tuinen van Ruinen', waarna tussen 2008 en 2016 er het (wolven)Park Oikos gevestigd was. De tuinen werden daarbij verwaarloosd en de borders verdwenen grotendeels. Hoewel nieuwe eigenaren in 2017 aangaven de ambitie te hebben om het deels te herstellen met hulp van een ontwerp van kunstenaar Gert Tabak, is hier sindsdien niet veel meer van vernomen.

## Aankoop en aanleg

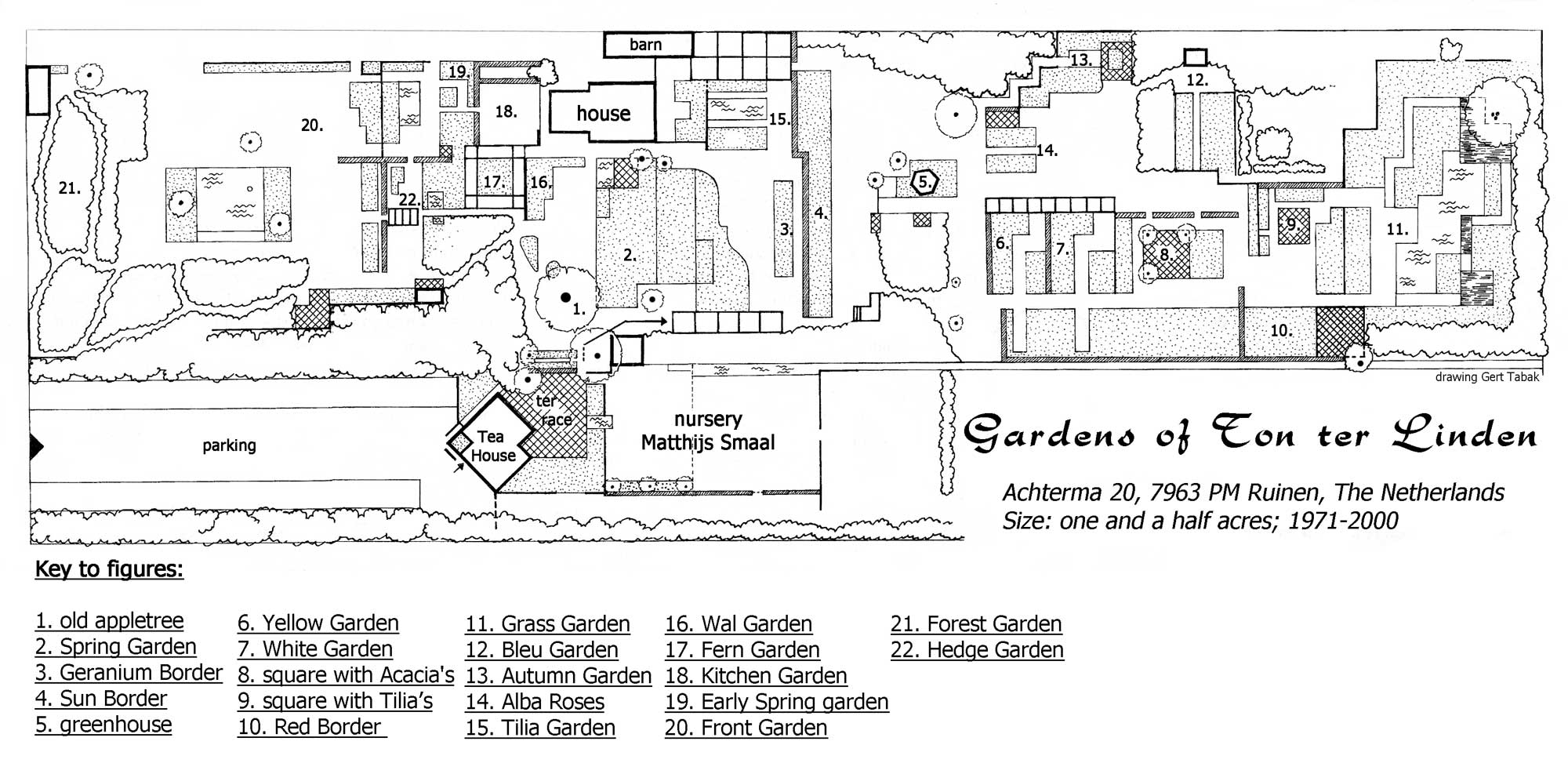
Plattegrond van De Tuinen van Ton ter Linden. De weg ligt hier links.

Ter Linden en zijn partner Anne van Dalen kochten in 1971 een oude boerderij met een stuk weiland van 1,1ha net buiten het dorp Ruinen. Het ging om een langwerpige kavel (1:4) georiënteerd in noordwestelijke richting met in het midden van de grond een bouwvallige boerderij. De grond lag ten zuidoosten van de weg en van de Wold Aa op zandgrond.
Tegelijk met de bouw van een nieuw huis begon hij met de aanleg van de tuin die hij op een achternamiddag had vormgegeven vanuit de enige nog op het erf aanwezig boomtop op het erf. Die manier van werken bleef Ter Linden vasthouden: De tuin werd min of meer ter plaatse uitgedacht, hij werkte zonder ontwerptekeningen. Aanleg en vervolgens onderhoud deden Ter Linden en zijn partner zelf waarbij er incidenteel hulp was van een vrijwilliger.

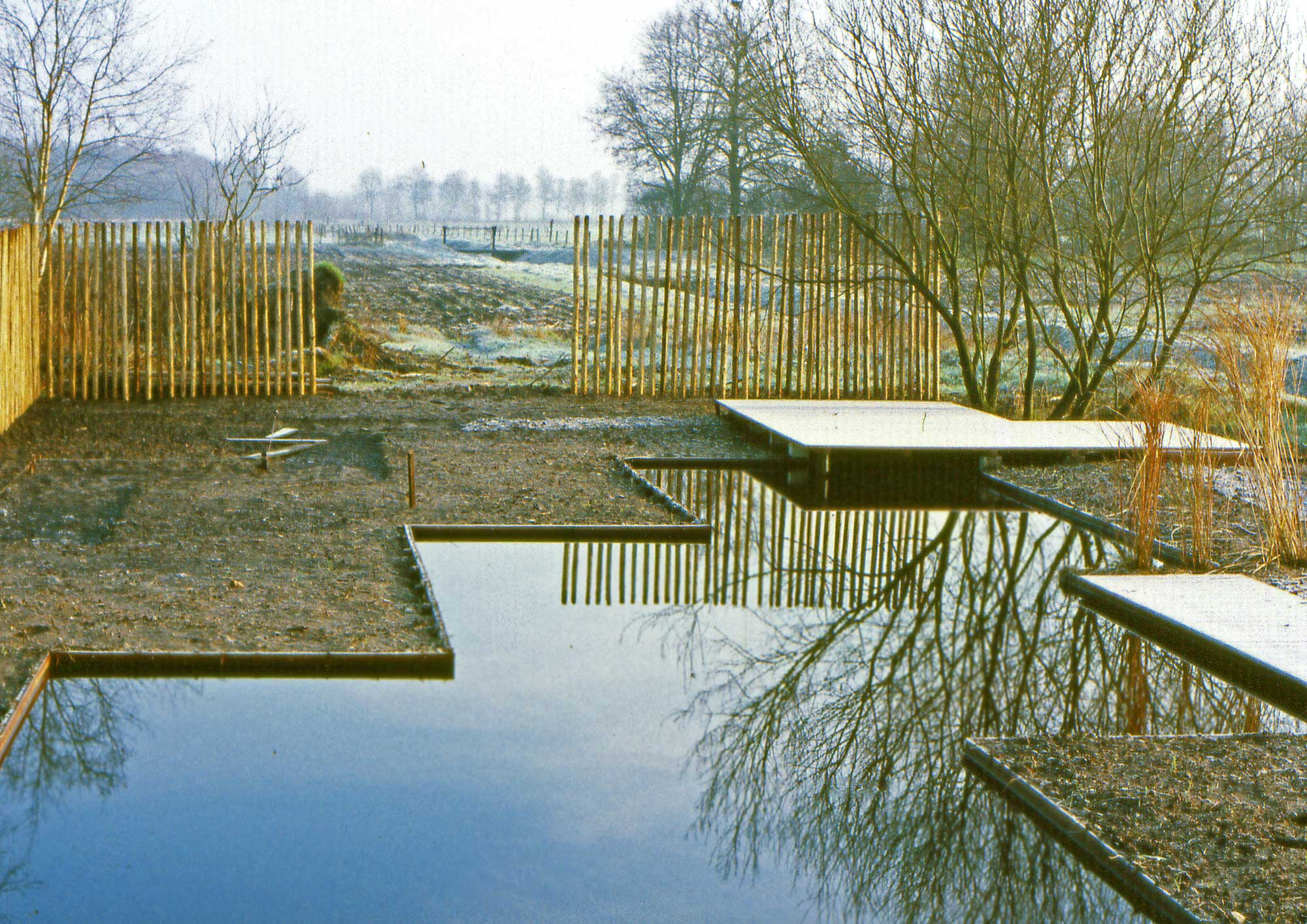
Aanleg Grassentuin 1994

Volgens het eerste plan in ’71 werd gestart met de aanleg van een tuin op de grond nabij en rondom de woning; het open erf schermde hij af met een windsingel. De startende activiteiten resulteerden in een middentuin met een aantal ommuurde tuinen, een verhoogde border (Iristuin, later Voorjaarstuin), een kruidentuin voor het huis en een rosarium achter het huis. Het geheel werd onderling verbonden door gazon. Deze eerste aanleg werd zodanig vormgegeven dat latere uitbreidingen van de tuin mogelijk zou blijven zonder dat de eenheid van de tuin verloren zou gaan. In volgende de tien jaar groeide het perceel steeds verder uit tot een tuin van 1,5 ha met twintig tuinkamers.

## Openstelling
Vanaf midden jaren zeventig begon Ter Linden met de ontvangst van kleine groepen in de tuin en vanaf 1980 stelde hij de tuin van begin juni tot eind september officieel open voor publiek. Door een toenemende aandacht in de media nam het aantal bezoekers toe, in het begin waren die vooral van nationale herkomst maar al snel waren de bezoekers ook van international herkomst. In toptijd ontving de schilder 19.000 bezoekers per jaar. In de jaren dat er steeds meer (betalend) bezoek voor de tuin kwam, kreeg hij vaste hulp van Hanne Cannegieter en Gert Tabak. Cannegieter was manager van de theeschenkerij, verzorgde rondleidingen, de public relations en de financiën. Tabak hielp mee op alle fronten en legde de creaties van Ter Linden op foto vast. Ter Linden kon zich blijven concentreren op het tuinonderhoud.

## Kenmerken van de tuin

### Kruidachtige versus houtachtige planten
Ter Linden plantte vanaf het eerste ontwerp een breed spectrum aan planten. Hij koos planten niet alleen om de bloeiwijze en geur, maar ook om de structuur, vorm en blad.
Niet-houtige planten kwamen in de borders; houtige planten gebruikte hij voor de structuur van de tuin. Door houtige heesters te vermijden in de borders —met uitzondering van rozen, voorkwam Ter Linden dat er te grote kleurvlakken zouden ontstaan -in zijn ogen kleurgaten. Houtigen werden wel gebruikt, maar voor Taxus-hagen, een open Tilia-plantsoen en het bosplantsoen aan de straatzijde van de tuin.

### Borders

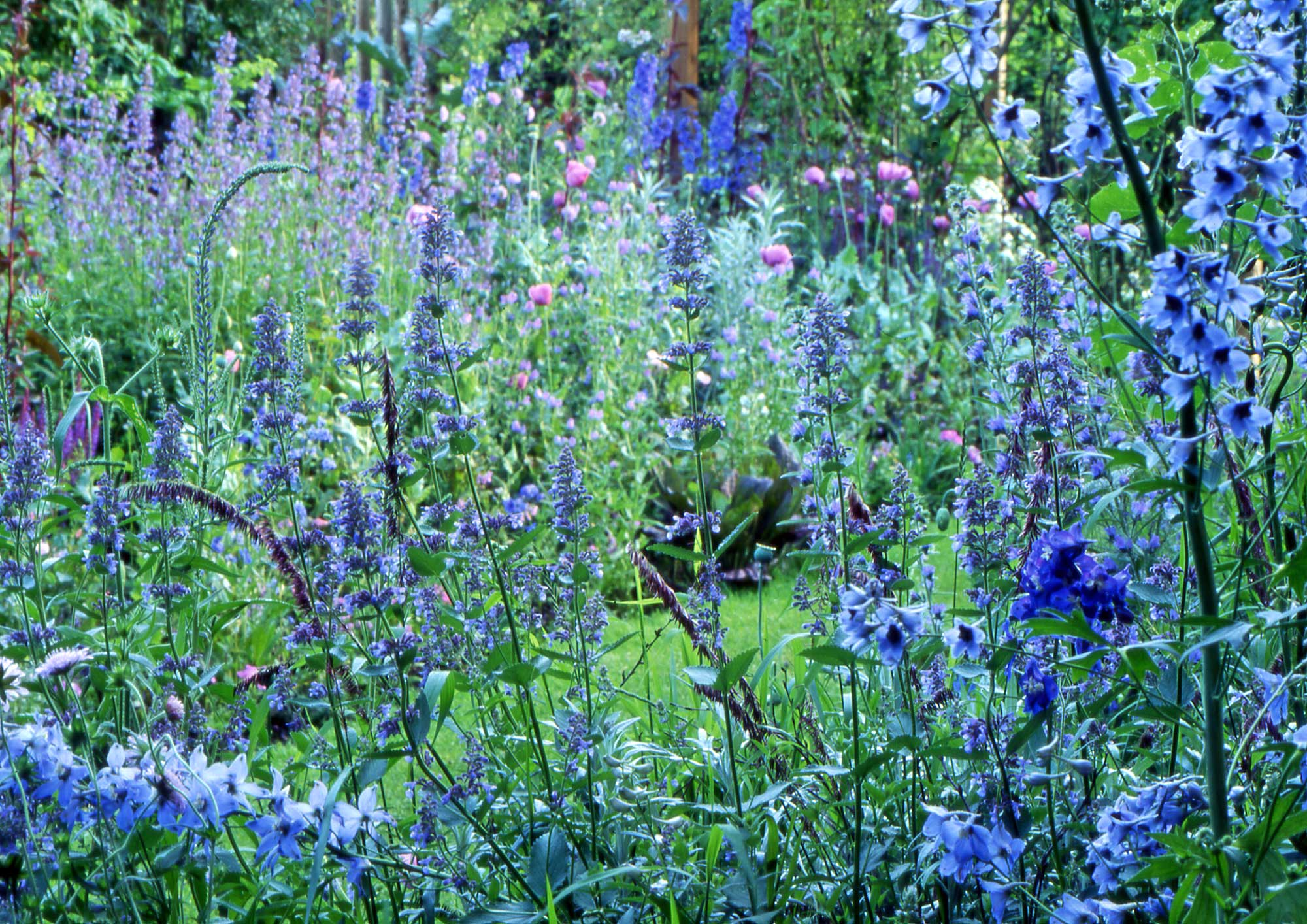
Blauwe Tuin (detail)

In zijn borders maakte Ter Linden gebruik van vaste planten, eenjarigen en tweejarigen, maar ook varens, siergrassen, bolgewassen en rozen. Essentieel was dat het geheel een natuurlijk en bijna wild karakter had. Omdat hij op het perceel veel tuinkamers creëerde, kon hij evenzoveel verschillende borders maken onder andere: gele, witte, violette en blauwe borders zijn daar voorbeelden van. Maar ook maakte hij soorten-borders onder andere: geranium-, Hemerocallis- en varenborders. Aan het eind van de tuin maakte Ter Linden in 1994 een tuin, rondom een rechthoekige vijver, waarin grassen een hoofdrol gingen spelen.

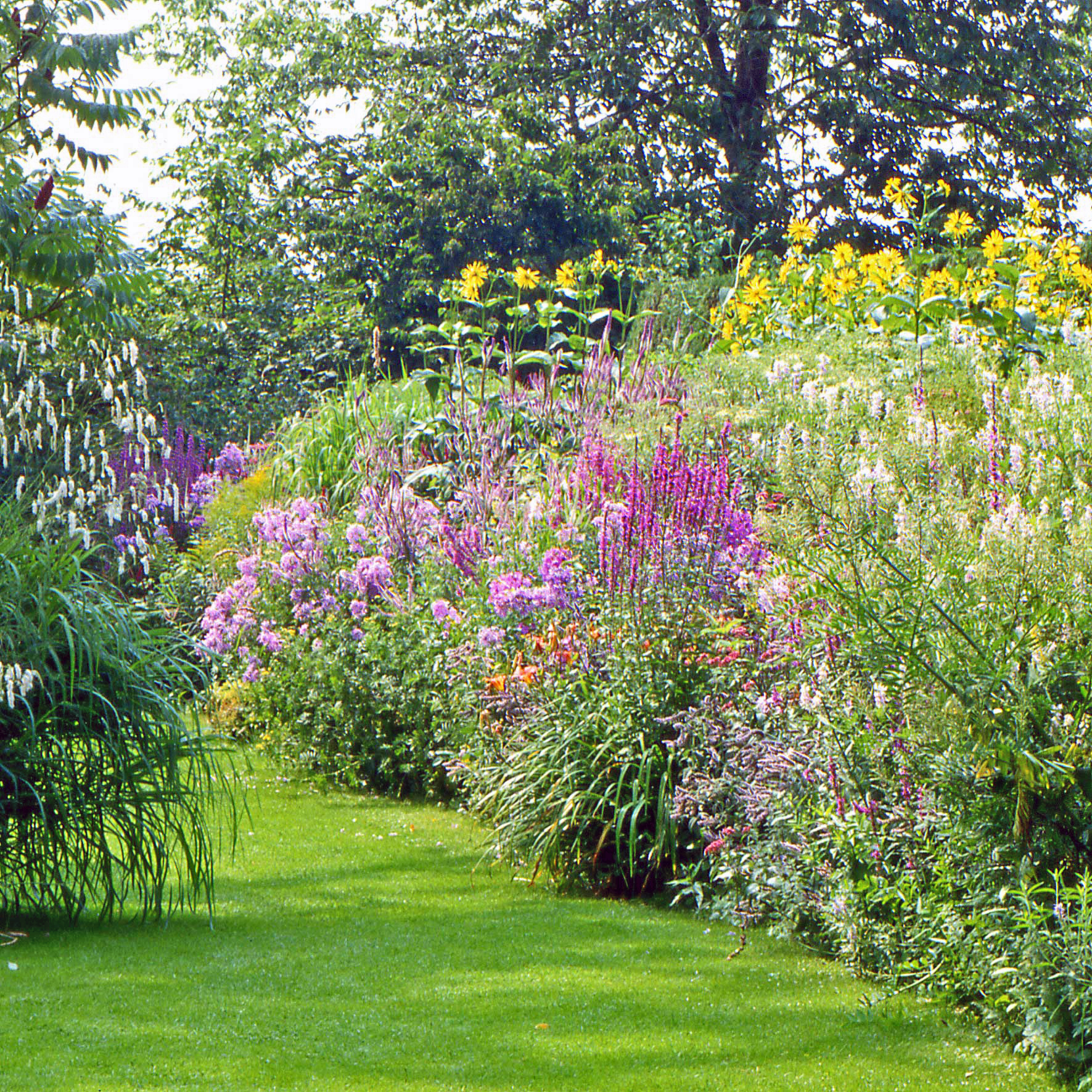
Zonneborder (detail).

Toonbeeld van Ter Lindens manier van werken waren onder andere de Blauwe Tuin en de lange centrale zonneborder.
- De Blauwe Tuin was ongeveer 10m lang en 8m breed met een paadje in het midden. De borders bestonden voor het grootste gedeelte uit eenjarige planten.
- De zonneborder was op het zuidoosten georiënteerd in het midden van de tuin en had een lengte van 29m en een maximale breedte van 6,5m. In de zonneborder bepaalden hoog opgaande planten de toon. Ter Linden plaatste hoge planten zoals Veronicastrum Verginicum Album en Verbena hastata voornamelijk achter in de border, maar liet ze daarna uitzaaien zodat ze overal in de border opdoken.[8]

### Gehele natuurlijke cyclus
Ter Linden liet vaste planten de natuurlijke cyclus van groei, bloei, uitzaaien en sterven geheel doorlopen. Hij vond niet alleen de bloei interessant, maar ook de structuur en bladvorm speelden een rol in de tuin. In de herfst en winter liet hij alle vergane bloemen en stengels staan, enerzijds vanwege de schoonheid van zaaddozen en stengels, maar ook omdat het dode materiaal een bescherming vormde tegen de kou van de winter en ruimte gaf aan insecten en dieren in de tuin. De planten en borders werden pas in het volgende voorjaar opgeruimd.

## Tuinieren volgens Ter Linden

### Visuele vormgeving

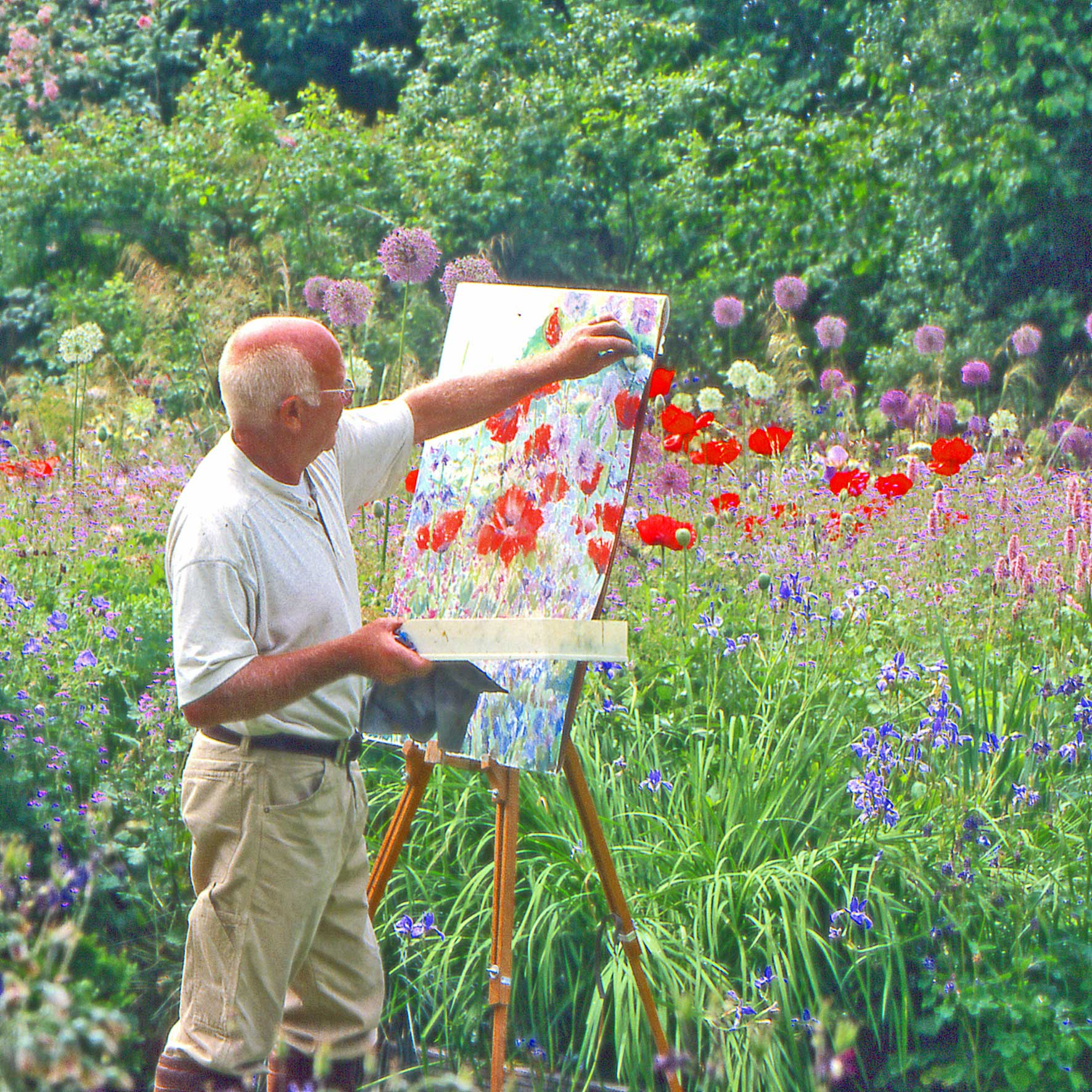
Ter Linden aan het schilderen in de borders (1999). Voorjaarstuin.

Wat Ter Linden deed als schilder met pastel en aquarel op doek, ging hij ook doen in zijn vormgeving van de borders: de visuele indruk die de borders en plantengroepen maakten, werd leidend. Zoals hij op een schilderij werkte, zo werkte hij in de tuin met gelijke en in elkaar overvloeiende kleuren. Naarmate hij ouder werd, probeerde hij borders steeds meer in te richten zodat ze de toeschouwer de sensatie dat hij overspoeld werd door een golf van kleur. Heel bewust doorbrak Ter Linden daarbij wel een teveel aan eenheid door soms kleurcontrasten toe te voegen. Zo plaatste hij bijvoorbeeld tussen grijs-groene grassen zoals Panicum Virgattum en Stipa Gigantea ook enkele rode Hemerocallis.

### Weven
De tuinier plaatste de planten in de borders in kleine groepen en op verschillende plekken dwars door elkaar heen, hij vermeed massieve kleur- en plantenvlakken. Dit weven versterkte de natuurlijke indruk die hij zocht, alsof de planten zo vanzelf waren gegroeid. In de 29m lange en ca. 5m brede zonneborder was de gemiddelde hoogte van de vaste planten 1,5 m, met uitschieters naar 2 m. Hoewel de hoge planten vooral achter in de border waren geplaatst, verspreidden ze zich dwars door de border.

### Contrasten
In zijn ontwerpen benadrukte Ter Linden contrasten. Enerzijds waren er de uitbundige borders waarin de planten de vrijheid kregen om hun gang te gaan en uit te zaaien en te weven. Anderzijds legde hij een strak en rechthoekig patroon aan van paden, vijvers, hagen en gazons.

### Selectief en creatief wieden
Zoals hij had gezien in het Thijssepark, ging Ter Linden in zijn borders selectief wieden: slechts beperkt werden zaailingen verwijderd. Daarnaast ging hij creatief wieden: bewust werden zaailingen gespaard en was uitzaaiing de manier waarop planten zich vermeerderen en binnen de border en de tuin spontaan gingen verplaatsen en mengen. De borders waren hierdoor dynamisch en zagen er van jaar tot jaar anders uit. Wel werden sterk woekerende planten in de toom gehouden. Ter Linden wilde dat de borders eruitzagen alsof ze in de vrije natuur zouden kunnen voorkomen.

### Zo min mogelijk verstoring van de bodem
Om het bodemleven zoveel mogelijk intact te laten, verstoorde Ter Linden zo min mogelijk de grond. Er werd niet gespit, geschoffeld noch jaarlijks voor de winter de tuin opgeruimd. Voor zijn weloverwogen selectieve en creatieve wieden, ging hij in het voorjaar de borders door met een lange dunne aspergesteker om te wieden zodat alleen lokaal het bodemleven werd verstoord.

## Inspiratie
Zonder enige botanische-opleiding begon Ter Linden al in zijn woning in Amsterdam met tuinieren. Hij haalde zijn kennis primair uit de studie naar het gedrag van de planten en in welke habitat de plant groeide.
Ter Linden gaf aan jaarlijks slechts twee tuinen te bezoeken: de tuinen van Mien Ruys in Dedemsvaart en de heemtuin dr. Jac. P. Thijssepark in Amstelveen. De gemeenschappen aan wilde planten en de manier van groei die hij in de heemtuin had gezien, gebruikte hij in zijn eigen ontwerpen. Daarnaast nam hij de manier van tuinieren over die hij in het heempark zag: Het bodemleven zo min mogelijk verstoren.

## Bekendheid en plaats in the Dutch Wave

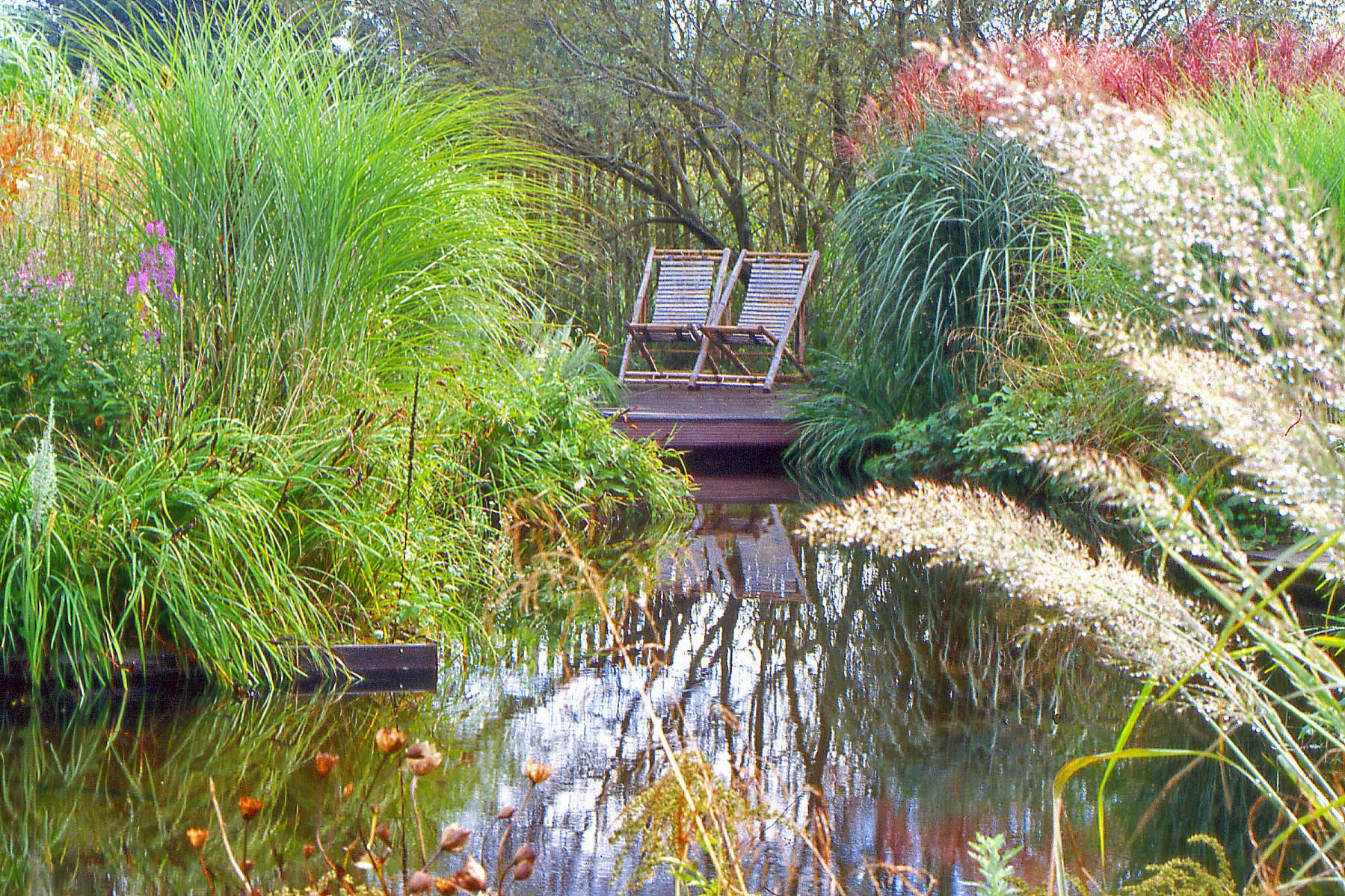
Grassentuin.

Twee jaar na de opening voor publiek verscheen in 1982 een eerste publicatie over de tuin in het tijdschrift Arts en Auto. Daarna volgden publicaties in vooral Nederlandse, maar ook in Duitse en Franse bladen. Met die publicaties begon de aandacht voor de vernieuwende manier van tuinieren die bijna tien jaar later internationaal bekend werd als the Dutch Wave.
In de jaren negentig nam de bekendheid van de tuinen verder toe en Ter Linden werd in 1992 uitgenodigd een kopie van zijn muurtuinen te maken op de Floriade 1992. Steeds verder viel Ter Lindens manier van tuinieren op, en met hem de werkzaamheden van andere Nederlandse plantenliefhebbers en tuiniers zoals Rob Leopold, Henk Gerritssen en Piet Oudolf. De Hollandse aanpak werd ook in het buitenland opgemerkt zozeer zelfs dat de Zweedse botanicanus Rune Bengtsson in 1992 op een congres de Nederlandse groep van vier tuiniers en met hen kwekers en gelijkgestemden aanduidde als Den Holländska Perennvågen, wat later bekend werd als the Dutch Wave.
In tuinminnend, maar dan nog introspectieve Engeland ging in 1995 de eerste aandacht voor de vernieuwende Nederlandse stijl van tuinieren naar de tuinen van Ter Linden en zijn manier van werken. In dat jaar schreef Cannegieter een zes-pagina tellend artikel The Art of gardening in het tijdschrift Garden van de Royal Horticultural Society. Een jaar later in 1996 sprak Ter Linden op het Perennials Perspectives symposium in Arnhem en na afloop van het symposium bracht een internationale groep tuiniers een bezoek aan onder andere de tuin van Ter Linden. Vervolgens was het Brits tuinjournalist Stephen Lacey die in de weekenduitgave van dagblad The Daily Telegraph schreef hoe hij tijdens dit bezoek de tuin van Ter Linden ervaarde als The most electrifying pieces of planting die hij ooit had gezien.

### Internet
- E. van der Peet (2014). Ton ter Linden stopt na 50 jaar tuinkunst: het feest is voorbij voor "Nederlandse Monet" en "Mozart" in de polder. Geraadpleegd op 7 november 2014.
- E. van der Peet (2014). Een tuin à la Ton, inspiratiebron voor mijn eigen wildernis. Geraadpleegd op 7 november 2014.
- A. Huisken (2014). Naar Hummelo. Geraadpleegd op 7 november 2014.